# Vogal roticizada
Na fonética, uma vogal roticizada ou rótica (também chamada de vogal retroflexa, r-vocálico ou vogal rotacizada) é uma vogal que é modificada de uma forma que resulta em uma diminuição na frequência do terceiro formante .  As vogais roticizadas podem ser articuladas de várias maneiras: a ponta ou lâmina da língua pode estar virada para cima durante pelo menos parte da articulação da vogal (uma articulação retroflexa) ou a parte posterior da língua pode estar agrupada. Além disso, o trato vocal pode frequentemente estar contraído na região da epiglote. 
As vogais roticizadas são extremamente raras, ocorrendo em menos de um por cento de todas as línguas.  No entanto, ocorrem em duas das línguas mais faladas: o inglês norte-americano e o chinês mandarim. No inglês norte-americano, eles são encontrados em palavras como dollar, butter, third, color e nurse. Eles também ocorrem no francês canadense, em algumas variedades do português,    em alguns dialetos da Jutlândia do dinamarquês, bem como em algumas línguas indígenas das Américas e da Ásia, incluindo Serrano e Yurok nos Estados Unidos, Luobohe Miao, chinês mandarim na China e Badaga na Índia.
1. 1 2 3  Peter Ladefoged; Ian Maddieson (1996). The sounds of the world's languages. [S.l.]: Wiley-Blackwell. ISBN 0-631-19815-6. Consultado em 24 de setembro de 2016. Cópia arquivada em 10 de maio de 2016
2. ↑  (em português) Acoustic-phonetic characteristics of the Brazilian Portuguese's retroflex /r/: data from respondents in Pato Branco, Paraná Arquivado em 2016-03-03 no Wayback Machine. Irineu da Silva Ferraz. Pages 19–21
3. ↑  (em português) Syllable coda /r/ in the "capital" of the Paulista hinterland: sociolinguistic analysis Arquivado em 2013-09-26 no Wayback Machine. Cândida Mara Britto LEITE. Page 111 (page 2 in the attached PDF)
4. ↑  (em português) Callou, Dinah. Leite, Yonne. "Iniciação à Fonética e à Fonologia". Jorge Zahar Editora 2001, p. 24